# Veruda (otok)
Veruda (Fratarski otok) je otok smješten u istoimenom zaljevu na jugu Pule. 
Površina otoka je 192.214 m2, duljina obalne crte 1881 m, a visina 21 metar.

## Turizam
Nalazi se u neposrednoj blizini lučice (marine) Bunarina. Na otoku je u tijeku ljeta organiziran kamp, a s kopnom je povezan brodskom linijom (10 min). Boravak na otoku posebno je pogodan za grupe ronilaca, s obzirom na prekrasne lokacije za ronjenje u neposrednoj blizini otoka. Kamp je u međunarodnom programu skauta koji su stalni posjetitelji otoka. Do otoka je dovedena gradska vodovodna mreža i izgrađeno je više saniratnih čvorova. Automobila nema, kao ni električne energije, osim agregata za potrebe ugostiteljskih objekata. Na otoku ima više travnatih igrališta za odbojku i mali nogomet te stolova za stolni tenis. Kamp na otoku je još jedna od rijetkih oaza za ljubitelje odmora u prirodnom okruženju.

## Povijest
Za vrijeme biskupa Ivana Andrije Balbija ovdje je bio samostan franjevaca opservanata.
Na otoku je zadarska franjevačka provincija u 18. stoljeću osnovala samostan sv. Marije, koji je zatvoren 1806. godine za vrijeme Napoleonove vladavine. Od tada je otok Veruda poznat i pod nazivom Fratarski otok. Franjevci se u Pulu nisu vratili sve do 1920. godine kada ponovno dolaze u Pulu i pokreću ideju gradnje novog samostana, samostana sv. Antuna Padovanskog.